# Едуард Рюпел
Вилхелм Петер Едуард Симон Рюпел (на немски: Wilhelm Peter Eduard Simon Rüppell) е германски зоолог, ботаник, пътешественик, изследовател на Африка.

## Биография

### Произход и ранни години (1794 – 1821)
Роден е на 20 ноември 1794 година във Франкфурт на Майн, Германия, в семейството на проспериращ банкер. Още от младежки години започва да се занимава с търговия, но след пътуване до Синайския п-ов през 1817 се променят жизнените му планове. Започва усилено да изучава зоология и ботаника в университетите в Павия и Генуа.

### Експедиционна дейност (1821 – 1833)

#### Първа експедиция (1821 – 1828)
Рюпел тръгва на първата си експедиция през 1821 г., придружен от хирурга Майкъл Хей като негов помощник. Те пътуват през Синайската пустиня и през 1822 стават първите европейски изследователи, които стигат до залива Акаба. След това, през планината Синай, пристигат в Александрия, Египет.
От 1822 до 1828 година пътешества в Египет и Судан на запад от река Нил. През 1824 става първият европеец, който посещава областта Курдуфан и ѝ съставя първата карта.
След завръщането си в Германия през 1829 във Франкфурт на Майн излиза книгата му „Reise in Nubien, Kordofan und dem Peträischen Arabien“ (в превод „Пътешествие в Нубия, Курдуфан и Камениста Арабия“).

#### Втора експедиция (1831 – 1833)
През 1831 – 1833 година тръгва от Масауа на юг-югозапад, преминава през Адиграт и достига до горното течение на река Таказе (десен приток на Атбара от басейна на Нил). Преминава през планината Симен и достига до Гондер. Извършва няколко похода до езерото Тана и река Абай (Сини Нил). През Аксум и Адауа се завръща на брега на Червено море. По този начин Рюпел става първият европеец, който пресича Етиопия.
Експедицията си Рюпел описва в двутомния се труд „Reise in Abyssinien“ (в превод „Пътешествие в Абисиния“), която уточнява картата на Северна Етиопия, благодарение на астрономически определените координати на множество пунктове.

### Следващи години (1834 – 1884)
По време на своите 12-годишни пътувания събира огромно количество колекции от растения и животни, много от които и сега са изложени във Франкфуртския музей на Зенкенберг – най-големия естественоисторически музей на Германия. Открива и описва в трудовете си „Reise in Nubien, Kordofan und dem Peträischen Arabien“ (Frankfurt a. M., 1829) и „Reise in Abyssinien“ (Bd. 1 – 2, Frankfurt a. M., 1838 – 1840) множество нови за науката растителни и животински видове, някои от които са кръстени на негово име.
През 1838 година става първият чужденец, удостоен със златен медал от Британското Кралско географско дружество.
Умира на 10 декември 1884 година във Франкфурт на Майн на 90-годишна възраст.